# Ixora cuneifolia
Ixora cuneifolia är en måreväxtart som beskrevs av William Roxburgh. Ixora cuneifolia ingår i släktet Ixora och familjen måreväxter.

## Underarter
Arten delas in i följande underarter:
- I. c. cuneifolia
- I. c. macrocarpa
- I. c. varians